# Taeniophallus
Taeniophallus – rodzaj węży z podrodziny Dipsadinae w rodzinie połozowatych (Colubridae).

## Zasięg występowania
Rodzaj obejmuje gatunki występujące w Kolumbii, Wenezueli, Surinamie, Gujanie Francuskiej, Brazylii, Peru, Boliwii, Paragwaju, Argentynie i Urugwaju. 

## Systematyka

### Etymologia
Taeniophallus: gr. ταινια tainia „przepaska, opaska”; φαλλος phallos „penis”.

### Podział systematyczny
Do rodzaju należą następujące gatunki:
- Taeniophallus brevirostris (Peters, 1863)
- Taeniophallus nebularis Schargel, Rivas & Myers, 2005
- Taeniophallus nicagus (Cope, 1868)